# أبريل المكسور (رواية)
أبريل المكسور أو نيسان المكسور رواية ألبانية للمؤلف إسماعيل كاداري. ونشرت في عام 1978، يستكشف هذا الكتاب واحد من الموضوعات المتكررة لكل إداري ؛ كيف يؤثر هذا في الماضي.